# التعليم ومجتمع المثليين

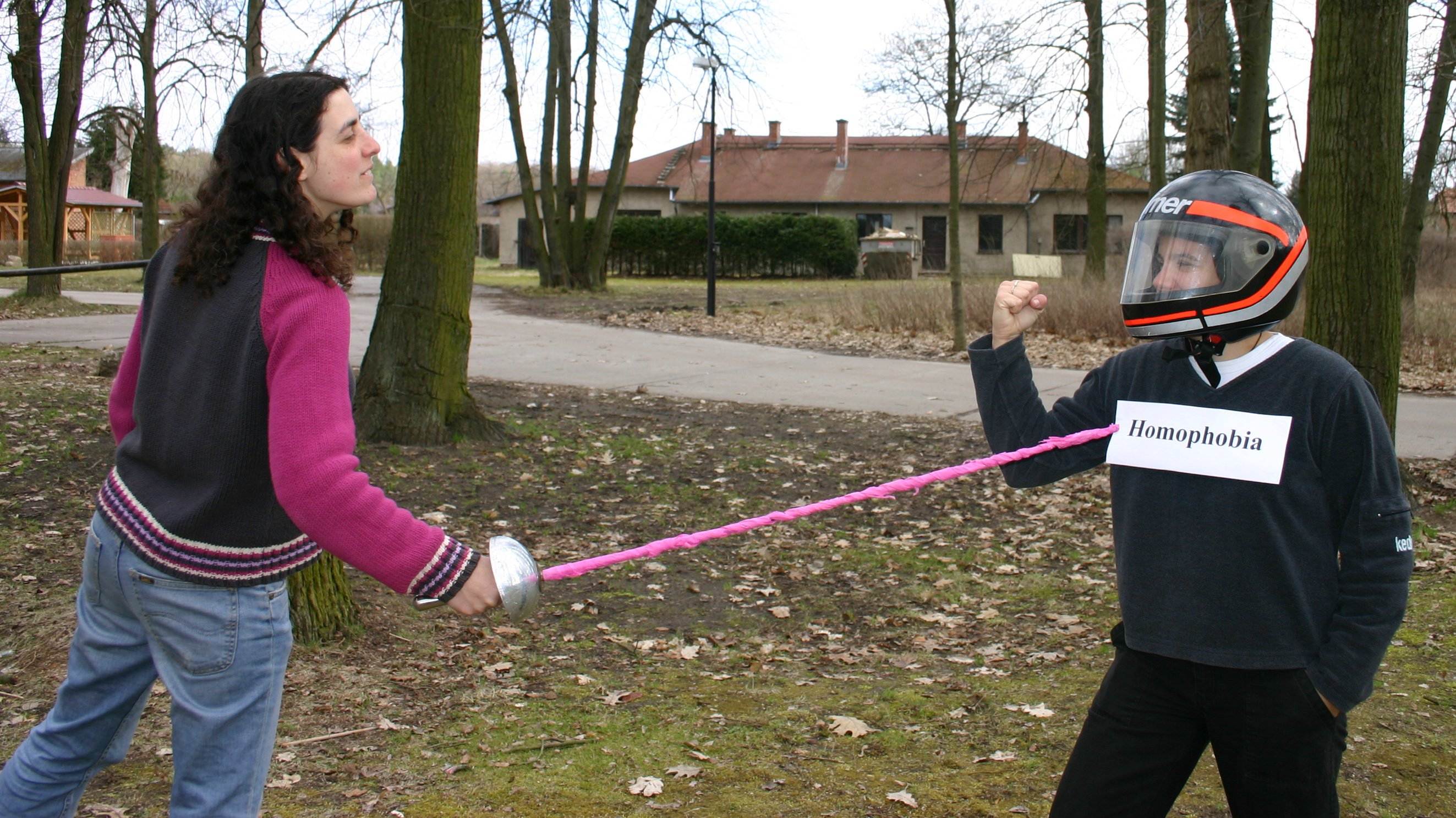
طلاب ألمان يمثلون مكافحة رهاب المثلية

مع تصاعد حقوق المثليين عبر العالم الغربي وخاصةً في أوروبا والأمريكتان أصبحت قضية تعليم مختلف جوانب حياة المثليين والمثليات ومزدوجي الميول الجنسي والمتحولين جنسياً بوجود الأطفال موضوع نقاش حامي الوطيس بين المؤيدين الذين يرون أن تدريس الموضوعات المتعلقة بالمثليين والمثليات للأطفال سيؤكد ويزيد من شعور وجود الطلاب من المثليين والمثليات؛ مما سيحد من حالات رهاب المثلية أو السلوك المنغلق للطلاب، فيما يخشى المعارضون للنقاش التربوي حول المثليين والمثليات بين الطلاب في المؤسسات التعليمية أن مثل هذه المناقشات التعليمية من شأنها أن تشجع الأطفال على انتهاك الدوافع الدينية والأيديولوجية أو السؤال عن سبب رفض أديان وأيديولوجيات معينة للعلاقات غير المغايرة. يميل انتشار كثير من النفور الديني والاجتماعي المحافظ تجاه العلاقات غير المغايرة، كما وإثارة الموضوع للقاصرين إلى أن يحدث في المناطق ذات التركيبة السكانية التي تتألف في غالبيتها التاريخية من أتباع الديانات الإبراهيمية، خصوصاً غالبية الطوائف المسيحية والإسلامية واليهودية، في حين أن أولئك الذين نشأوا على تلك الأديان ولكنهم دعوا أو اتخذوا مواقف أكثر تفضيلاً ودقة حول قضايا المثليين أو كانوا هم بأنفسهم من المثليين أو المثليات أو مزدوجي الميول الجنسي فهم غالباً ما يتعرضون للنبذ من قبل التجمعات الدينية الأكثر تحفظاً اجتماعياً بسبب هذه القضية.

## حسب القضية

### المنظمات الطلابية
النوع الرئيسي للمنظمات التي تعمل على تمثيل الطلاب المثليين في كل من المدارس الإعدادية والثانوية في أمريكا الشمالية هو «تحالف مثلي-مغاير» (بالإنجليزية: Gay-Straight Alliance)‏.

### الاستشارة الطلابية
قد يتم تنظيم مراكز طلابية خاصة بالطلاب المثليين والمثليات ومزدوجي الميول الجنسي والمتحولين جنسياً على شكل مكاتب تابعة للإدارة المدرسية والتي تقدم دعماً مدفوعاً من الهيئة التدريسية للطلاب.

### منع التنمر
تزايد التطرق لموضوع العنف والتنمر الهوموفوبي من قبل الدعامين لمنع التنمر وذلك لكسبب تدخل الإدارة المدرسية بالنيابة عن الطلاب المثليين والمثليات ومزدوجي الميول الجنسي والمتحولين جنسياً.